# Tymoschiwka (Wassyliwka)
Tymoschiwka (ukrainisch Тимошівка; russisch Тимошовка Timoschowka) ist ein Dorf in der ukrainischen Oblast Saporischschja mit etwa 3100 Einwohnern (2004).
Tymoschiwka wurde 1809 gegründet und besaß 1814 bereits 2700 Einwohner. 1839 lebten 3388 Einwohner im Dorf. Zwischen dem 4. Oktober 1941 und dem 27. Oktober 1943 war das Dorf von der Wehrmacht besetzt. Die Ortschaft liegt 14 km südwestlich vom ehemaligen Rajonzentrum Mychajliwka 36 km nordöstlich von Wessele und 92 km südlich vom Oblastzentrum Saporischschja. Durch Tymoschiwka führt die Territorialstraße T–08–18.
Im März 2022 wurde der Ort durch russische Truppen im Rahmen des Russischen Überfalls auf die Ukraine eingenommen und befindet sich seither nicht mehr unter ukrainischer Kontrolle.
Am 14. Dezember 2017 wurde das Dorf ein Teil der neugegründeten Siedlungsgemeinde Mychajliwka, bis dahin bildete es die gleichnamige Landratsgemeinde Tymoschiwka (Тимошівська сільська рада/Tymoschiwska silska rada) im Südwesten des Rajons Mychajliwka.
Am 17. Juli 2020 kam es im Zuge einer großen Rajonsreform zum Anschluss des Rajonsgebietes an den Rajon Wassyliwka.